# 夜叉ヶ池 (戯曲)
『夜叉ケ池』（やしゃがいけ）は、泉鏡花が1913年（大正2年）に発表した戯曲。彼が初めて著した戯曲で、『演芸倶楽部』に発表された。これを原作とする演劇等についても併せて記述する。
夜叉ヶ池の龍神伝説を題材としている。ゲアハルト・ハウプトマンの『沈鐘』(Die versunkene Glocke)が元ネタといわれている。
現行版は岩波文庫（解説澁澤龍彦）。「天守物語」を併せて収載している。

## あらすじ
激しい日照りが続いていた大正二年のある夏の日、岐阜県と福井県の県境にある三国岳の麓の琴弾谷のある村に一人の男がやって来た。諸国を旅する山沢学円という学者兼・僧侶である。
偶然出会った百合という美しい女性に山沢は語った。一昨年のこと、萩原晃という自分の友人の学者が各地に伝わる不思議な物語の収集に出たまま行方知れずになり、その足跡を辿って諸国を旅しているのだと。
そこへ百合の夫という男が現れる。その男こそ萩原であった。久々の再会を喜ぶ山沢に、萩原は自分がこの地に住み着いたいきさつを語る。
一昨年、この地を訪れた萩原は、村で鐘守を務める老人と出会った。彼によると、昔、よく暴れ回り大水を起こしていた龍神を行力によって、三国岳の山中にある夜叉ヶ池に封じ込め大水を終息させた時、人間との誓いを龍神に思い出させるために、村では昼夜に三度鐘を鳴らさなければならない決まりになっているという。この決まりを現在も一人厳格に守っていたその老人が死んだため、その意志を継ぐべく百合と結婚して村に留まり、鐘を撞いていたのだった。
夜叉ヶ池の龍神・白雪は、剣ヶ峰の恋人のところに行きたくて仕方がないのだが、彼女が動くと大洪水となってしまうためなかなか行く事が出来ず、眷属たちが止めるのと萩原と百合が鐘を撞くのを疎ましく思っていた。
その頃、村では代議士・穴隈鉱蔵や神官・鹿見宅膳が年頃の若い娘を雨乞いのため夜叉ヶ池の龍神への生贄にしようという、恐ろしい提案を行なっていた。そして生贄に選ばれたのは、なんと百合だった。夜叉ヶ池を見に行った萩原と山沢の留守中に、村人たちが百合を強引に連れ出してしまう。
騒ぎに気付いて駆け付けた萩原と村人たちとの押し問答のさなか、百合は悲嘆のあまり自害してしまう。これに怒った萩原は撞木の縄を切り鐘を撞けないようにして、百合の後を追った。かくして、鐘を撞く誓いがついに破られ、白雪は剣ヶ峰の恋人のもとへ飛び立たんと、天翔けていった。その時、夜叉ヶ池の水があふれ出し、大洪水となって村を押し流してしまったのであった。

## 舞台
1978年以降、演劇集団 円による舞台劇が上演されているのをはじめ、映画版に主演した坂東玉三郎により度々上演されるなど、数多く舞台化されている。

### 1978年版
abc会館ホール：1978年7月5日 - 7月17日、7月27日、7月28日、その後地方公演
キャスト
- 萩原晃（鐘楼守）：有川博
- 百合（娘）：松本留美
- 山澤学圓〈文学士〉：橋爪功
- 白雪（夜叉ヶ池の主）：高林由紀子
- 湯の尾峠の萬年姥（白雪姫の眷属）：南美江
- 白男の鯉七（同上）：三谷昇
- 大蟹五郎（同上）：柏木隆太
- 木の芽峠の奥山椿（同上）：森田はるか
- 鯖江太郎（同上）：寺泉哲章
- 鯖波次郎（同上）：小川隆一
- 虎杖の入道（同上）：藤田宗久
- 十三塚の骨寄鬼（同上）：中平良夫
- 黒和尚鯰入（剣ヶ峰の使者）：仲谷昇
- 與十(鹿見村百姓）：北見敏之
- 村人：金田明夫
- 鹿見宅膳（神官）：勝部演之
- 権藤管八（村会議員）：丸岡奨詞
- 斎田初雄（小学校教師）：佐古正人
- 畑上嘉伝次（村長）：大谷朗
- 伝吉（博徒）：佐々木敏
- 小鳥風呂助（小相撲）：松井範雄
- 穴隈鑛蔵（県の代議士）：高木均

スタッフ
- 演出：芥川比呂志   (最後の演出作品)
- 装置：高田一郎
- 照明：吉井澄雄
- 音楽：吉原すみれ
- 演出助手：岸田良二
- 制作：演劇集団円

### 2003年版
東京グローブ座：2003年3月16日 - 4月6日
キャスト
- 萩原晃（鐘楼守）：佐藤アツヒロ（元光GENJI）　主演
- 百合（娘）：松本莉緒
- 白雪（夜叉ヶ池の主）：加納幸和
- 湯の尾峠の万年姥（同眷属）：山下禎啓
- 白男の鯉七（鯉の精）：北沢洋
- 大蟹五郎（藪沢の関守）：大井靖彦
- 木の芽峠の山椿（腰元）：横道毅
- 黒和尚鯰入（剣ヶ峰の使者）：八代進一
- 与十（鹿見村百姓）・伝吉〈兄〉（博徒）：桂憲一
- 鹿見宅膳（神官代理）：原川浩明
- 権藤官八（村会議員）：水下きよし
- 斉田初雄（小学校教師）：各務立基
- 畑上嘉伝次（村長）：秋葉陽司
- 伝八〈弟〉（博徒）：松原綾央
- 穴隈鉱蔵（県の代議士）：溝口健二
- 山沢学円〈文学士〉：岡本健一（元男闘呼組）

その他、橘義、磯村智彦
スタッフ
- 構成・演出：加納幸和
- 舞台美術：川口夏江
- 照明：橋本和幸
- 衣装：阿部朱美
- 舞台監督：安田美知子
- 小道具：石井みほ
- 音響：清水吉郎
- 主催：フジテレビ
- 協力：ジャニーズ事務所
- 企画制作：フジテレビ、花組芝居

### 2004年版
PARCO劇場：2004年10月28日。三池崇史が初めて舞台演出を手掛けた。DVDも発売されている。
スタッフ
- 演出：三池崇史
- 脚色：長塚圭史

キャスト
- 萩原晃：武田真治
- 百合：田畑智子
- 山沢学円：松田龍平
- 白雪：松雪泰子

その他、遠藤憲一、きたろう、綱島郷太郎、涼平、鈴木ユウジ、森川涼、蛭子直和、萩原聖人、丹波哲郎

### 2023年版
PARCO劇場：2023年5月2日から23日まで上演。PARCO劇場開場50周年記念シリーズ。
キャスト
- 萩原晃：勝地涼
- 山沢学円：入野自由
- 百合：瀧内公美
- 白雪姫：那須凜
- 湯尾峠の万年姥/穴隈鉱蔵：山本亨
- 木ノ芽峠の山椿/伝吉：伊達暁
- 白男の鯉七/権藤管八：森田甘路
- 十三塚の骨寄鬼/小烏風呂助：澄人
- 大蟹五郎/斎田初雄：田中穂先
- 黒和尚鯰入/鹿見宅膳：佐川和正
- 与十/虎杖の入道/畑上嘉伝次：佐藤誓

その他
スタッフ
- 演出：森新太郎
- 振付：森山開次
- 後援：TOKYO FM/小松香織
- 製作：宇都宮誠樹
- 企画・製作：株式会社パルコ

### 宝塚版
『龍の宮（たつのみや）物語』として宝塚歌劇団星組により、2019年11月28日から12月9日まで宝塚バウホールで上演。脚本・演出は指田珠子。

### キャスト
- 伊予部清彦：瀬央ゆりあ
- 玉姫：有沙瞳
- 島村政光/銀山：美稀千種
- 龍神　火照：天寿光希
- 黒山椒道：大輝真琴
- 岩鏡：紫月音寧
- 木蓮：紫りら
- 回想の青年：拓斗れい
- 山彦：天華えま
- お滝/多江：澪乃桜季
- 松二郎：天路そら
- 金本：遥斗勇帆
- 弥五郎：蒼舞咲歩
- 瑠璃法師：七星美妃
- 桂介：隼玲央
- 白川鏡介：朱紫令真
- 薊：きらり杏
- 源五郎：夕陽真輝
- 火遠理：天飛華音
- 伊吹：紅咲梨乃
- 島村松子：都優奈
- 子供の頃の清彦：奏碧タケル
- 百合子：水乃ゆり
- 竹雄：鳳真斗愛
- 笹丸：澄華あまね
- お梅：侑蘭粋
- 回想の娘/菖：星咲希
- 昌介：紘希柚葉

## オペラ
- 2013年6月、香月修の作曲、岩田達宗の演出によるオペラが新国立劇場にて上演[3]。